# Guy Barnett
Nicolas Guy Barnett (ur. 23 sierpnia 1928 w Londynie, zm. 24 grudnia 1986 tamże) – brytyjski polityk i nauczyciel, członek Izby Gmin i poseł do Parlamentu Europejskiego.

## Życiorys
Absolwent Highgate School i St Edmund Hall (część Uniwersytetu Oksfordzkiego), gdzie uzyskał tytuł BA z ekonomii. Podczas studiów wstąpił do wspólnoty kwakrów, odbył też służbę w Royal Air Force. W latach 50. i 60. był nauczycielem w Queen Elizabeth Grammar School w Wakefield i w Friends School Kamusinga w kenijskim Kimilili. Działał w organizacjach charytatywnych, m.in. Voluntary Service Overseas i jako członek zarządu Christian Aid, kierował również organizacją badawczą Institute of Development Studies (1984–1986). Był również sędzią pokoju i członkiem National Union of Teachers.
Przystąpił do Partii Pracy, w latach 1962–1964 po raz pierwszy zasiadał w Izbie Gmin po wyborach uzupełniających. Ponownie wybrany do niższej izby parlamentu w wyborach uzupełniających z 1971, pozostał w niej aż do swojej śmierci w 1986. Od 1975 do 1976 oddelegowany do Parlamentu Europejskiego, następnie do 1979 był parlamentarnym podsekretarzem stanu ds. środowiska.
Od 1967 żonaty z Daphne Anne Hortin, mieli dwoje dzieci.